# Museu Etno-Arqueológico de Itajaí
O Museu Etno-Arqueológico de Itajaí é um museu localizado em Itajaí, dedicado à arqueologia pré-histórica do sambaqui e à etnografia rural do baixo Vale do Rio Itajaí-Mirim, no litoral norte de Santa Catarina.
Foi inaugurado em 25 de junho de 2010 e é mantido pela Fundação Genésio Miranda Lins. Ocupa o prédio restaurado da antiga estação ferroviária Engenheiro Vereza, construído em 1926 e tombado em 2002 como patrimônio cultural de Itajaí. Para abrigar o museu, o imóvel passou por um restauro arquitetônico entre 2004 e 2008.
A exposição arqueológica reúne um acervo coletado no Sambaqui Rua do Papagaio, no município de Bombinhas, no litoral norte de Santa Catarina. A exposição etnográfica compreende acervos relacionados à cultura rural, folclore e equipamentos artesanais de produção utilizados tradicionalmente na região rural de Itajaí. O museu conta ainda com um laboratório de arqueologia, um núcleo de pesquisa etnográfica, uma arena cultural e um espaço educativo.